# سوخو-۳۵
سوخو سو-۳۵ (به روسی: Сухой Су-35)، جنگنده چندمنظوره اَبَرچابک تک‌خلبان و نسل چهارم ساخت کشور روسیه با قابلیت مانور بالاست که به عنوان یک جنگنده برتری هوایی طراحی شده است. سوخو-۳۵ در سازمان ناتو با نام فلانکر-E شناخته می‌شود. این هواپیما توانایی انجام گستره‌ای از دشوارترین مانورها از جمله مانور کبرا، مانور کولبیت، مانور زنگوله (بِل)، مانور تِیل اِسلاید و مانور هوک را در بالاترین کیفیت داراست. این هواپیما می‌تواند در کمتر از ۵ ثانیه سرعت خود را به صفر رسانده و کاملاً تغییر جهت دهد.

## پیشینه

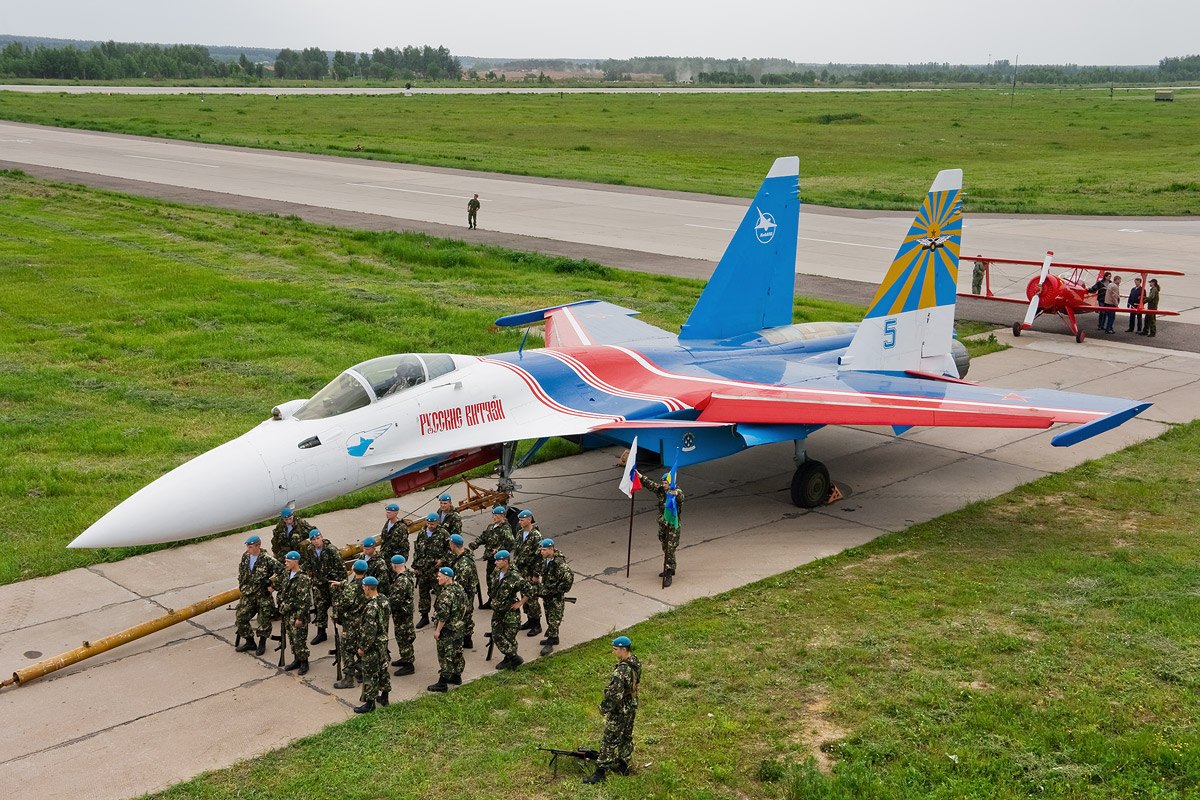
یک فروند سوخو-۳۵اس از گروه شوالیه‌های روسیاین گروه تنها چهار فروند سوخو-۳۵ در ناوگان دارد

در دهه ۱۹۸۰، سوخو به دنبال ارتقای جنگنده سوخو-۲۷ بود. نتیجهٔ بهبود ویژگی‌های آیرودینامیکی سوخو-۲۷، جنگنده‌ای با نام سوخو-۲۷ام بود. سوخو-۲۷ام نخستین پروازش را در ژوئن ۱۹۸۸ انجام داد. روسیه تنها ۱۴ فروند سوخو-۲۷ ساخت که تعدادی از آنها به‌وسیله تیم نمایش هوایی شوالیه‌های روسی به‌کار گرفته شد و سپس بازنشسته شدند. این هواپیما به بسیاری از کشورها از جمله برزیل، هند، کره جنوبی و ترکیه نیز پیشنهاد شده بود. پروژه سوخو-۲۷ درنهایت با چند ارتقا به سوخو-۳۵ تبدیل شد و محصول نهایی با نام «سوخو-۳۵ اس» شناخته می‌شود.
سوخو-۳۵ نسبت به سوخو-۲۷ام، از ویژگی‌های آیرودینامیکی و مانورپذیری بهتر، برد بیشتر، موتور قوی‌تر، وسایل الکترونیکی و تجهیزات ارتباطات هوایی پیشرفته‌تری برخوردار است. پس از ساخت اولین گونه از سوخو-۳۵ اولیه، سپس سوخو-۳۷ به‌عنوان مدل توسعه‌یافته از سوخو-۳۵ که دارای قابلیت جهت‌دهی رانش است به‌صورت آزمایشی تولید شد. هیچ‌کدام از جنگنده‌های نامبرده، در تعداد بالا تولید نشدند. سپس سوخو-۳۵یوبی و سوخو-۳۵بی‌ام ساخته‌شدند که به عنوان جنگنده‌های نسل ++۴ شناخته می‌شوند. درنهایت در سال ۲۰۱۰ میلادی، خط تولید مدل جدید این جنگنده با عنوان سوخو-۳۵ اس در روسیه راه‌اندازی شد که تا سال ۲۰۲۱ میلادی ۱۳۹ فروند از آن تولید شده است.

## ویژگی‌ها
در آغاز پروژهٔ سوخو-۳۵ مدل‌های پیش‌نمونه با پیش‌بال ساخته شده بودند؛ ولی در ادامهٔ پروژه برای کاهش سطح مقطع راداری و همچنین چابکی در مانور هوایی، مهندسان تصمیم گرفتند که این پیش‌بالها را حذف کنند. مدل دارای پیش‌بال دیگر ساخته نمی‌شود و در مجموع تنها ۱۵ فروند سوخو-۳۵ با پیش‌بال ساخته‌شده است. همهٔ نمونه‌های صادراتی نیز بدون پیش‌بال هستند. سوخو-۳۵ از رادار بسیار نیرومند N035 ایربیس E بهره می‌برد که به پلنگ برفی مشهور است. این رادار مدل پیشرفته‌ای از رادار N011M است که در جنگندهٔ سوخو-۲۷ام به کار رفته است. این رادار توانایی شناسایی اهداف هوایی در فاصلهٔ ۴۰۰ کیلومتری را دارد و می‌تواند ۳۰ هدف هوایی را از فاصلهٔ ۳۰۰ کیلومتری رهگیری کرده و همزمان با ۸ فروند از آنها درگیر شود. از آنجایی‌که این رادار چندمنظوره دارای فناوری دهانهٔ ترکیبی است، توانایی ارائهٔ تصویرهای باکیفیت از سطح زمین و عوارض جغرافیایی را دارا می‌باشد. این جنگنده همچنین از یک سامانهٔ پیشرفته با نام OLS-35 بهره می‌برد که یک سامانهٔ اوپتو الکترونیک است که می‌تواند روشهای گوناگونی از رهگیری، ازجمله جستجو و ردیابی فروسرخ را در اختیار خلبان قرار دهد. جنگندهٔ سوخو-۳۵ می‌تواند از فاصلهٔ ۳۰۰ کیلومتری موشکهای هوا به هوا یا کروز شلیک کند. این جنگنده از دو موتور AL-41F1S بهره می‌برد که از فناوری جهت‌دهی رانش برخوردار است. پیکربندی سامانه‌های جهت‌دهی رانش در سوخو-۳۵ همانند پیکربندی به‌کار رفته در جنگنده‌های سوخو-۳۰ ام‌کی‌آی و سوخو-۵۷ است. این فناوری، با حرکت دادن نازلِ موتورها، به سوخو-۳۵ این امکان را می‌دهد تا دینامیک پرواز خود را به‌سرعت تغییر دهد و توانایی اَبَر چابکی به‌دست بیاورد تا با این روش بتواند پس از بروز واماندگی (استال)، همچنان با سرعت پایین مانور بدهد. این شیوهٔ رزم با روش‌های غربی تفاوت بسیاری دارد؛ زیرا روش‌های غربی با تکیه بر حفظ و نگهداشتِ انرژی جنبشی جنگنده صورت می‌پذیرد و همیشه با سرعت بالا انجام می‌شود.

یک نبرد کلاسیک هوایی بین دو جنگنده، در سرعت‌های زیاد آغاز می‌شود. این احتمال زیاد است که خلبان موشک خود را خطا بزند؛ زیرا با توجه به روش‌های مانور فرار از موشک دشمن، احتمالاً همین‌طور خواهد شد و آن نبرد هوایی خیلی طول خواهد کشید. پس از انجام مانور فرار توسط هواپیمای دشمن، سرعت آن هواپیما کاهش پیدا کرده است و هواپیمای هدف در سرعت پایینی قرار دارد؛ در این لحظه این امکان وجود دارد که هردو هواپیما در وضعیتی باشند که نمی‌توانند به یکدیگر شلیک کنند؛ ولی ویژگی ابرچابکی این امکان را می‌دهد که خلبان بتواند سر جنگندهٔ خود را تنها در مدت ۳ ثانیه بچرخاند و یکبار دیگر نیز شلیک کند.

موتورهای سوخو-۳۵ این امکان را فراهم کردند که خلبان بتواند بدون استفاده از پس‌سوز به سرعت زبرصوت دست پیدا کند. بنا بر گزارش کارلو کوپ، تحلیلگر ارشد «اندیشکدهٔ مطالعات هوایی استرالیا»، ویژگی پرواز ابرپیمایشی که در سوخو-۳۵ وجود دارد، موجب می‌شود که این جنگنده بتواند با هواپیماهای دیگر که با سرعت و ارتفاع بیشتری پرواز می‌کنند به‌راحتی درگیر و پیروز شود. کوپ ادعا کرد که این ویژگی باعث شده تا سوخو-۳۵ به‌راحتی در نبرد با جنگندهٔ اف-۳۵ پیروز باشد. شرکت آمریکایی رند کورپوریشن پس از یک پژوهش در سال ۲۰۰۸ میلادی، جنگندهٔ سوخو-۳۵ را برتر از اف-۳۵ نامید و اینگونه ارزیابی کرد که به ازای سقوط هر فروند جنگندهٔ سوخو-۳۵، این هواپیما توانایی سرنگون کردن نرخ ۲٫۴ جنگنده اف-۳۵ را دارد که نسبت ۱ به ۲٫۴ را ایجاد می‌کند. در پاسخ به این ادعاها، شرکت لاکهید مارتین و وزارت دفاع ایالات متحده آمریکا این گفته‌ها را بی‌پایه و اساس خواندند و اینگونه بیان کردند که به استثنای اف-۲۲، جنگندهٔ اف-۳۵ در نبردهای هوایی به میزان ۴ برابر، برتر از هر جنگندهٔ دیگر بر روی زمین است.

## تاریخچهٔ عملیاتی

### روسیه

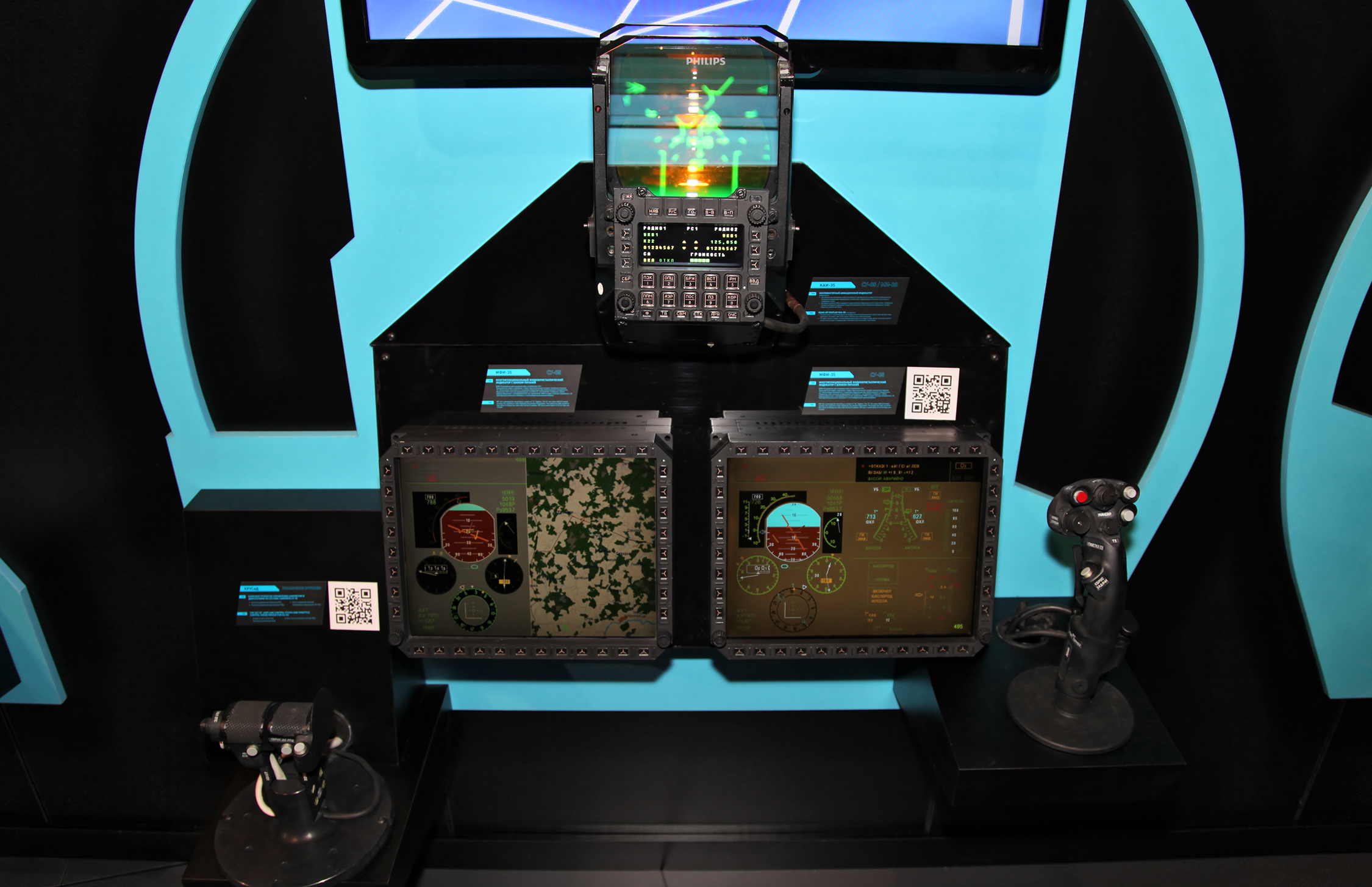
شبیه‌ساز کابین سوخو-۳۵اس(کابین سوخو-۳۵ تنها دارای دو نمایشگر بزرگ است)

در ژانویه سال ۲۰۱۶ میلادی، روسیه تصمیم گرفت برای اولین بار در تاریخ، جنگندهٔ سوخو-۳۵ را به یک عملیات واقعی به سوریه اعزام کند. از این رو، چهار فروند جنگنده سوخو-۳۵-اس به پایگاه هوایی حمیمیم در ساحل مدیترانه اعزام شدند. این اقدام بخاطر تنش‌های بین ترکیه و روسیه انجام شده بود که دولت ترکیه، روسیه را به نقص حریم هوایی ترکیه محکوم کرده‌بود و با هواپیماهای اف۱۶ خود در حریم سوریه گشت‌زنی می‌کرد و برای هواپیماهای روسی و سوری مزاحمت ایجاد می‌کرد؛ بنابراین روسیه مجبور شد چهار فروند از برترین رهگیرهای خود را به سوریه اعزام کند تا از هواپیماهای سوخو-۳۰اس. ام که مشغول گشت‌زنی هوایی بودند و همچنین بمب‌افکن‌های روسی سوخو-۲۴ و سوخو-۳۴ پشتیبانی کند. اعزام به سوریه موجب شد که مشکلات زیادی در این جنگنده، ازجمله نقص‌های اویونیک آن شناسایی و برطرف شوند. همچنین به گفتهٔ رئیس یونایتد ایرکرفت کورپوریشن، اعزام به سوریه موجب شد که این جنگنده به‌خوبی به جهانیان معرفی شود.

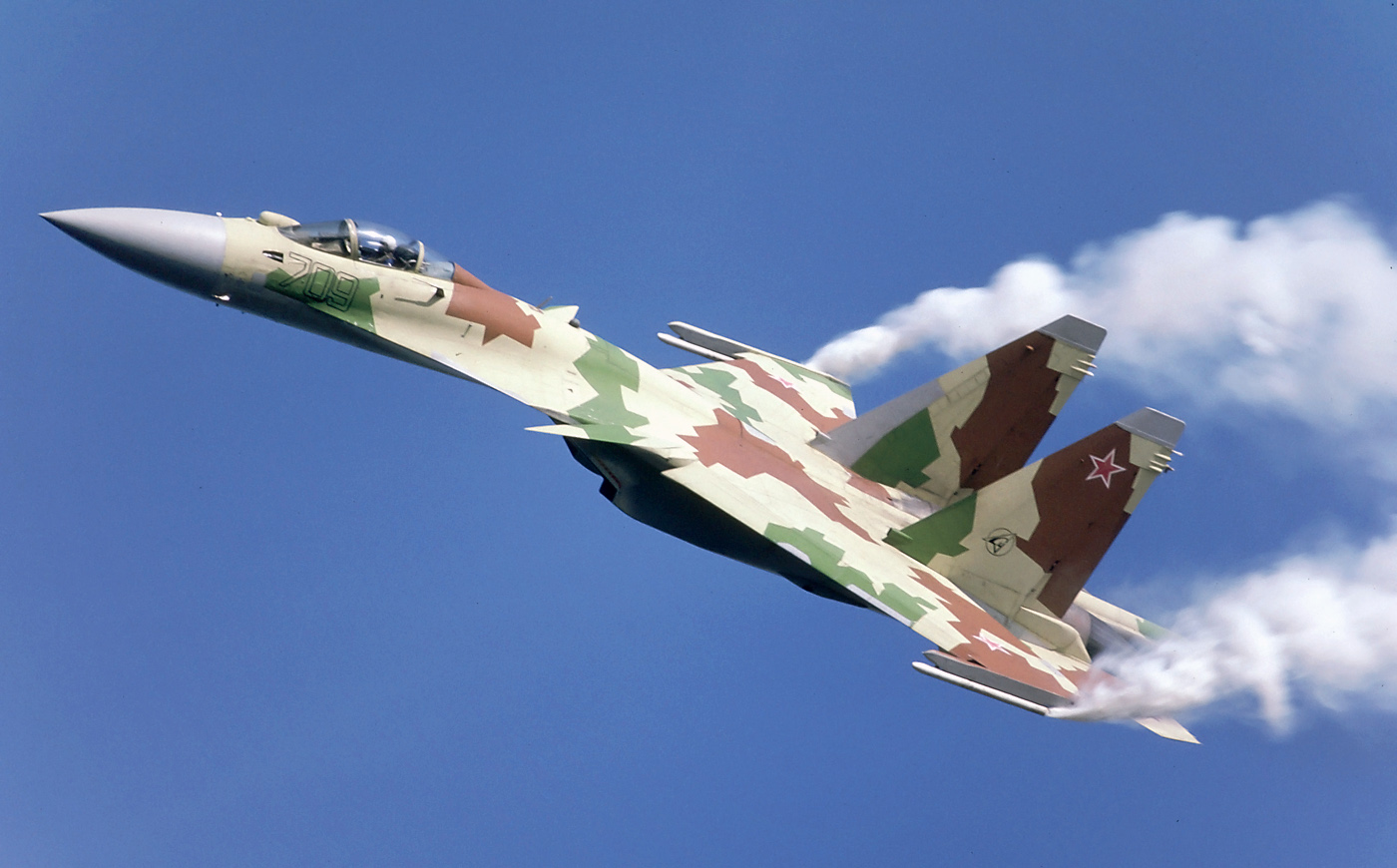
سوخو-۲۷ام

در روز ۲۰ اوت ۲۰۱۹ میلادی، دو سوخو-۳۵-اس روسی از پایگاه هوایی حمیمیم بلند شدند تا یک عدد جنگندهٔ اف-۱۶ ترکیه را که قصد حمله به ادوات ارتش سوریه در جنوب ادلب بود از منطقه دور کنند. درنهایت سوخوها، اف-۱۶ ترکیه را مجبور به ترک آسمان سوریه کردند.

در روز ۲۶ اوت ۲۰۱۹، دو سوخو-۳۵-اس روسی، یک جنگندهٔ نیروی هوایی اسرائیل که نوع آن گزارش نشده است را، بر فراز آبهای مدیترانه رهگیری کردند. این جنگنده پس از یکبار حمله به مواضع ارتش سوریه، خود را برای موج دوم حملات آماده می‌کرد که در این کار ناموفق ماند و توسط سوخو-۳۵ها مجبور به عقب‌نشینی و بازگشت به اسرائیل شد. در ۱۰ سپتامبر ۲۰۱۹، چندین هواپیمای جنگندهٔ اسرائیلی در جنوب سوریه، توسط سوخو-۳۵های روسی رهگیری و مجبور به عقب‌نشینی شدند. جنگنده‌های اسرائیل، قصد حمله به پایگاه‌های نظامی در جنوب سوریه را داشتند. رهگیری دیگر در تاریخ ۱۹ سپتامبر ۲۰۱۹ رخ داد که دو سوخو-۳۵-اس روسی از حملهٔ یک جنگندهٔ اسرائیلی به حومهٔ دمشق جلوگیری کردند.

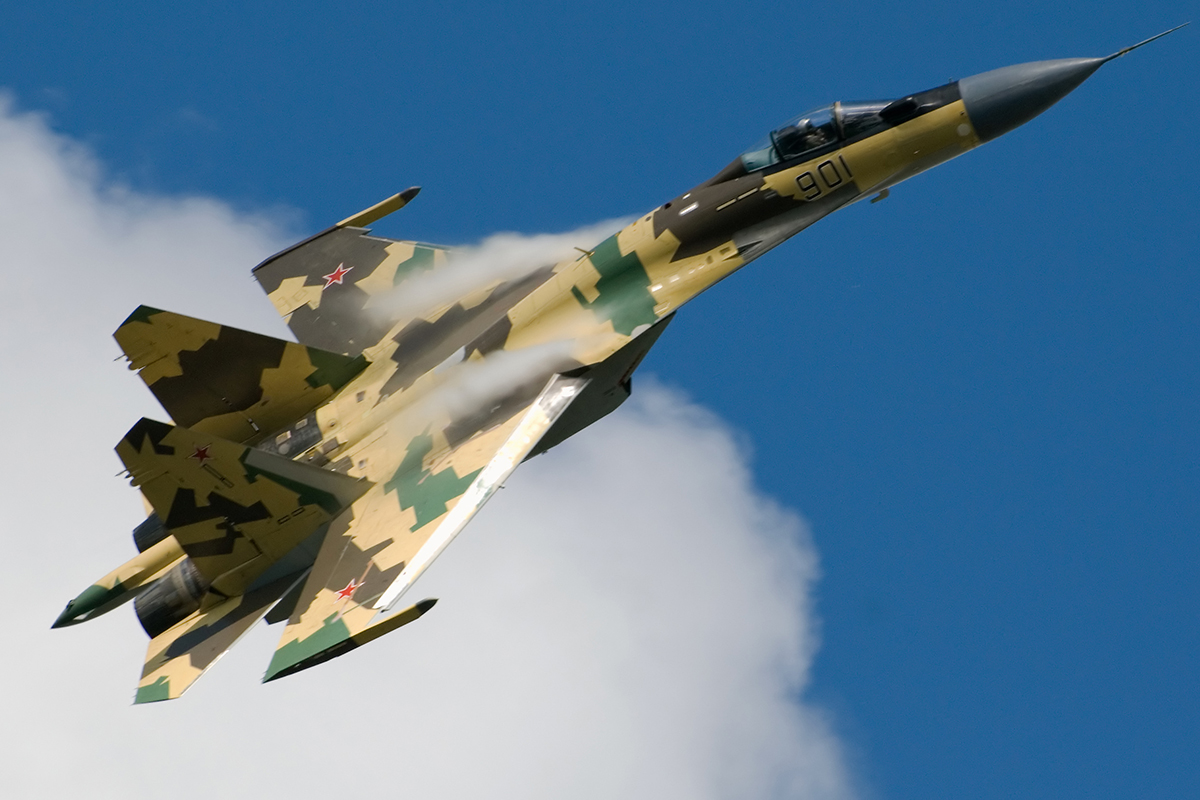
سوخو-۳۵اس

در ۱۵ اکتبر ۲۰۱۹، همزمان با حمله نظامی ترکیه به شمال سوریه یک جنگندهٔ اف-۱۶ ترکیه که قصد بمباران مرکز فرماندهی نظامی نیروهای دموکراتیک سوریه در شهر منبج را داشت، توسط دو سوخو-۳۵-اس روسی رهگیری و از ادامهٔ حمله بازداشت.
در ۱۲ نوامبر ۲۰۱۹، یک سوخو-۳۵اس روسی، جنگنده بمب‌افکن اسرائیلی را که پیشاپیش حمله‌های خود را به پایگاه‌های سوریه آغاز کرده بود، شناسایی کرد و آن هواپیما را از ادامهٔ حمله بازداشت.

### چین
در سالهای آغازین دهه ۹۰ میلادی، چین گفتگوهای خرید جنگندهٔ سوخو-۲۷-ام از روسیه را آغاز کرد و قرارداد خرید ۱۲۰ فروند جنگنده را بستند. سوخو نیز پذیرفت که خط تولید مشترک سوخو-۲۷-ام را در چین راه‌اندازی کند که به‌صورت سی‌کی‌دی ارائه می‌شده است. ولی وزارت خارجهٔ روسیه از این معامله جلوگیری کرد؛ زیرا چین که در گذشته جنگنده‌های سوخو-۲۷ را خریده بود و پیمان بسته بود که آن را مهندسی معکوس نخواهد کرد، درنهایت پیمان‌شکنی کرده و اقدام به ساخت سوخو-۲۷ کرده بود. از این رو، روسیه از ترس اینکه مبادا چین دوباره چنین کاری کند، جنگنده‌های سوخو-۳۵ و توپولف تو-۲۲ام را به چین نفروخت.

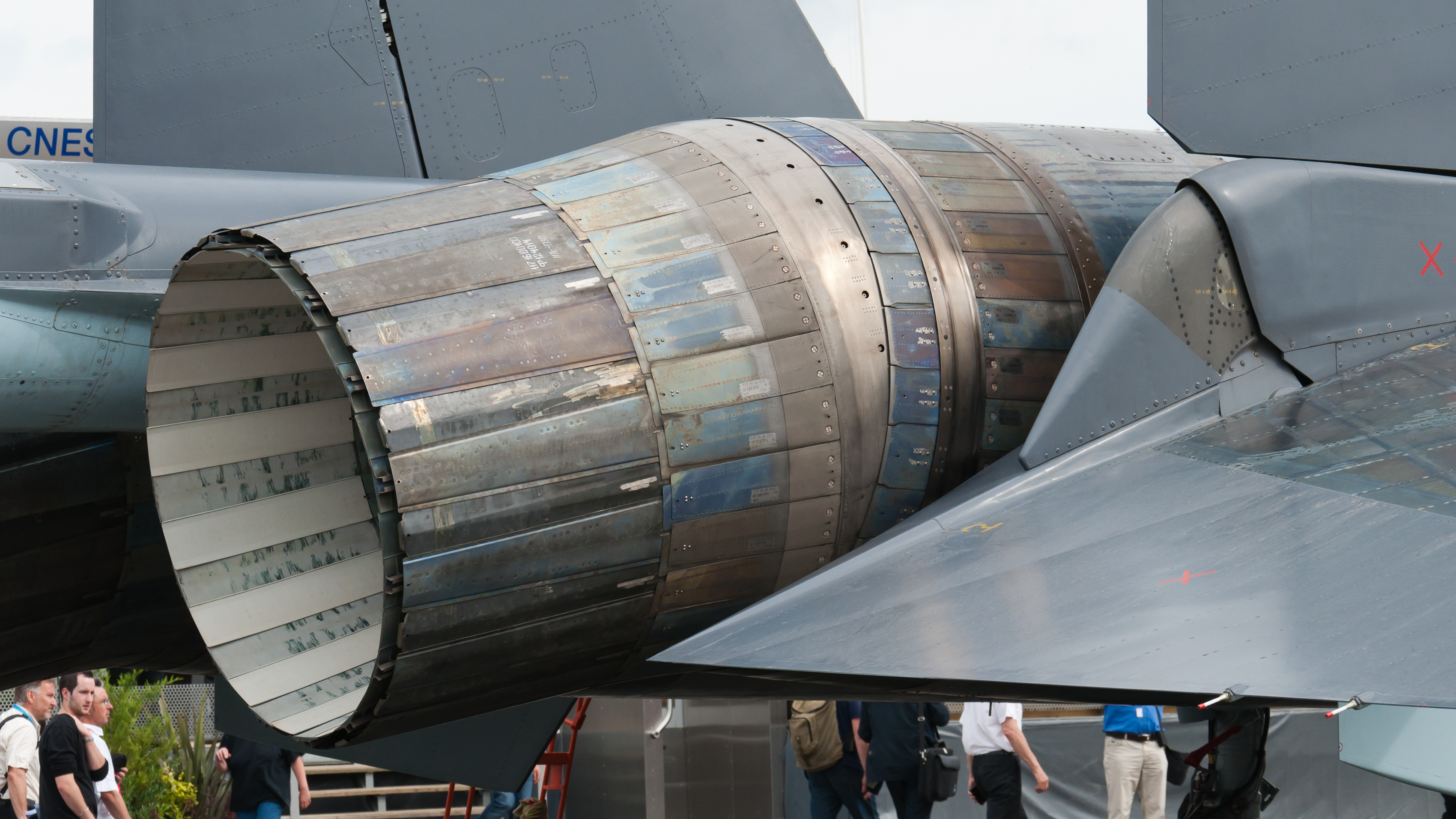
نازل موتور سوخو-۳۵اس مجهز به فناوری جهت‌دهی رانش است که با اهرم کابین خلبان در ارتباط است و در راستای هر سه بُردار حرکت می‌کند

در نوامبر سال ۲۰۱۵، چین برای خرید ۲۴ فروند جنگنده سوخو-۳۵ از روسیه، قراردادی به ارزش ۲ میلیارد دلار امضاء کرد. درحالی‌که چین در سال ۲۰۰۶ خواهان خریدن جنگنده‌های پیشرفته سوخو-۳۵ بود، ولی روسیه تنها در سال ۲۰۱۰ حاضر به گفتگو دربارهٔ فروش آنها شد. در سال ۲۰۱۲ قراردادهایی بسته شد ولی مذاکرات تا سال ۲۰۱۵ نیز ادامه پیدا کردند و نهایی نشدند. این گفتگوها تنها پیرامون مسائل مربوط به «حق مالکیت» به درازا انجامید؛ زیرا پیش از این، چین هواپیماهای سوخو-۲۷-SK و سوخو-۳۳ را مهندسی معکوس کرده بود و از روی این دو هواپیما، جنگنده‌های Shenyang J-11 و Shenyang J-15 را ساخت. حتی اگر چین پیمان می‌بست که قطعات سوخو-۳۵ را مهندسی معکوس نکند، روسیه باز هم از آن می‌ترسید که چین بدنهٔ سوخو-۳۵ را مهندسی معکوس کرده و آن را با تجهیزات بومی خود آماده کند و به نام سوخو-۳۵ به مشتریان خود بفروشد؛ بنابراین روسیه از چین پیمان کتبی خواست تا هیچ چیز از سوخو-۳۵ را کپی نکند. منابع صنعتی بر این باورند که چینی‌ها به موتور سَتِرن۴۱ (AL-41FS1) و رادار ایربیس (Irbis-E) چشم داشتند که باعث شد به این جنگنده علاقه‌مند شوند. روسیه بیان کرد که به دلیل ریسک بالای این معامله از بابت مهندسی معکوس چینی‌ها، کشور چین باید ۴۸ جنگنده سوخو-۳۵ بخرد تا روسیه حاضر شود این معامله را انجام دهد. پیش از این، حداقل میزان خرید این جنگنده از روسیه، عدد ۲۴ فروند بوده است. این معامله شامل هیچ‌گونه انتقال فناوری از روسیه به چین نمی‌شود.

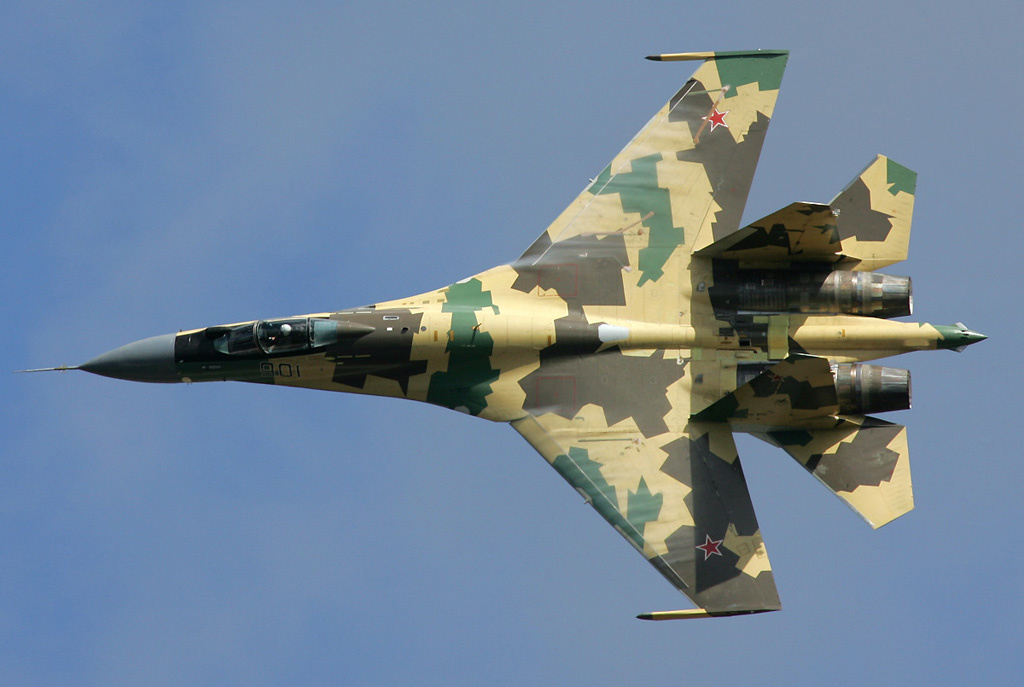
سوخو-۳۵اس

درنهایت نخستین جنگنده‌ها در سال ۲۰۱۶ به چین تحویل داده شدند که ۴ فروند بودند. سپس ۱۰ فروند در سال ۲۰۱۷ و ۱۰ فروند نهایی نیز در سال ۲۰۱۸ به چین تحویل داده شد. ارتش چین ادعا کرد، از آنجاییکه روسیه می‌دانست چین هواپیمای چنگدو جی-۲۰ را ساخته و خریدن سوخو-۳۵ برای چین، آخرین خرید هواپیما از روسیه خواهد بود، روسیه برای اینکه ضرر نکند حاضر به فروش این جنگنده به چین با قرارداد ۲۴ فروندی شد. درنهایت این جنگنده به تعداد ۲۴ فروند در سال ۲۰۱۸ رسماً به ارتش چین پیوست و همگی در جنوب شرقی این کشور مستقر شدند. چین برای ایجاد بازدارندگی در برابر نیروی هوایی تایوان کل ناوگان سوخو-۳۵ خود را در پایگاه ششم هوایی استان گوانگ‌دونگ مستقر کرده است.
در سال ۲۰۱۸، ایالات متحده آمریکا، کشور چین را به جرم انتقال پول در سال ۲۰۱۷ به روسیه برای خریدن جنگنده سوخو-۳۵ و همچنین تراکنش مالی سال ۲۰۱۸ مربوط به خریدن پدافند هوایی اس-۴۰۰ و قطعات مربوط به آن تحریم کرد. درسال ۲۰۱۹، کشور روسیه پیشنهاد فروش سوخو-۳۵ بیشتری را به چین داد.

## خریداران احتمالی
- ایران: ایران سال‌های زیادی در انتظار تحویل جنگنده‌های جدید برای توسعه ناوگان هوایی خود بود.[۴۲][۴۳][۴۴][۴۵] در ابتدا نیروی هوایی قصد داشت این جنگنده‌ها را با اف-۱۴های خود در اصفهان جایگزین کند و افزایش تعداد سفارش سوخو-۳۵اس‌ای از ۲۵ فروند به ۵۰ فروند این امکان را به نیروی هوایی می‌دهد تا تعدادی از جنگنده‌های قدیمی اف-۴ فانتوم خود را که در حال حاضر در خدمت گردان سی و یکم تاکتیکی شکاری در همدان هستند، بازنشسته کند.[۴۶] در نوامبر ۲۰۲۴، برخی رسانه‌ها مدعی شدند که نیروی هوایی ارتش جمهوری اسلامی ایران (IRIAF) در تاریخ ۱۸ نوامبر ۲۰۲۴، طی مراسمی خصوصی در کارخانه هواپیماسازی کمسومولسک (KnAAPO) دو فروند جنگنده چندمنظوره سوخو-۳۵اس‌ای را دریافت کرده‌است اما این ادعا توسط ارتش و دیگر نهادهای نظامی ایران تأیید نشده‌است. گفته می‌شود این جنگنده‌ها به‌صورت قطعات جداشده با یک فروند هواپیمای آنتونوف ای‌ان-۱۲۴ به فرودگاه مهرآباد تهران منتقل شده‌اند و قرار است در پایگاه سوم تاکتیکی نیروی هوایی در همدان مونتاژ شوند.[۴۶][۴۷][۴۸][۴۹][۵۰]
- اندونزی

در سال ۲۰۱۴، روسیه پیشنهاد فروش سوخو۳۵ را به اندونزی داد تا جنگنده‌های کهنسال نورثروپ اف-۵ خود را بازنشسته کند. یک سال بعد، نیروی هوایی اندونزی پس از بازدید و مقایسهٔ جنگندهٔ سوخو-۳۵ با یوروفایتر تایفون، داسو رافال، اف-۱۶ فالکن و ساب ۳۹ گریپن، درنهایت سوخو-۳۵ را انتخاب کرد. اندونزی بر سر خریدن ۱۱ فروند جنگنده، با روسیه به توافق رسید. در سال ۲۰۱۸ قرارداد به ارزش ۱٫۱۴ میلیارد دلار نهایی شد. قرار بر این بود که جنگنده‌ها در سال ۲۰۱۸ به اندونزی تحویل داده شوند، ولی این قرارداد بخاطر تهدیدات آمریکا به تأخیر افتاده و دیرکرد داشته است. واشینگتن، اندونزی را درصورت خریدن سوخو-۳۵ تهدید به تحریم اقتصادی کرد، تا ماه مه ۲۰۲۰ میلادی، هیچ هواپیمایی از سوی روسیه به اندونزی تحویل داده نشده است و به گزارش بلومبرگ، کشور اندونزی زیر فشارهای آمریکا حاضر به لغو قرارداد و خریدن هواپیمای اف-۳۵ لایتنینگ شده است. سرانجام در سال ۲۰۲۱ اندونزی اعلام کرد که به‌جای خرید سوخو-۳۵ قصد دارد جنگنده‌های اف-۱۵ خود را به‌روزرسانی کند و تعدادی داسو رافال نیز از فرانسه بخرد.
- الجزایر

الجزایر پس از اینکه میگ-۳۵ را در ارزیابی‌های خود مردود اعلام کرد، در سال ۲۰۱۸ قراردادی را با سوخو امضاء کرد و ۱۸ فروند هواپیمای سوخو-۳۵-اس سفارش داد. این قرارداد نهایی شده است.
- امارات متحده عربی

در دهه ۹۰ میلادی، امارات جنگنده سوخو-۲۷-ام را مورد ارزیابی قرار داد. ولی درنهایت به دلیل رابطهٔ خوبی که با فرانسه داشت، میراژ ۲۰۰۰ را خریداری کرد. امارات در سال ۲۰۱۵ گفتگو با روسیه را آغاز کرد و در سال ۲۰۱۷ توافق بر سر خرید ۲۴ فروند امضاء شد. همچنین امارات پیشنهاد ساخت یک جنگنده نسل پنجم بر اساس هواپیمای میگ-۲۹ را به روسیه داد.
- هند

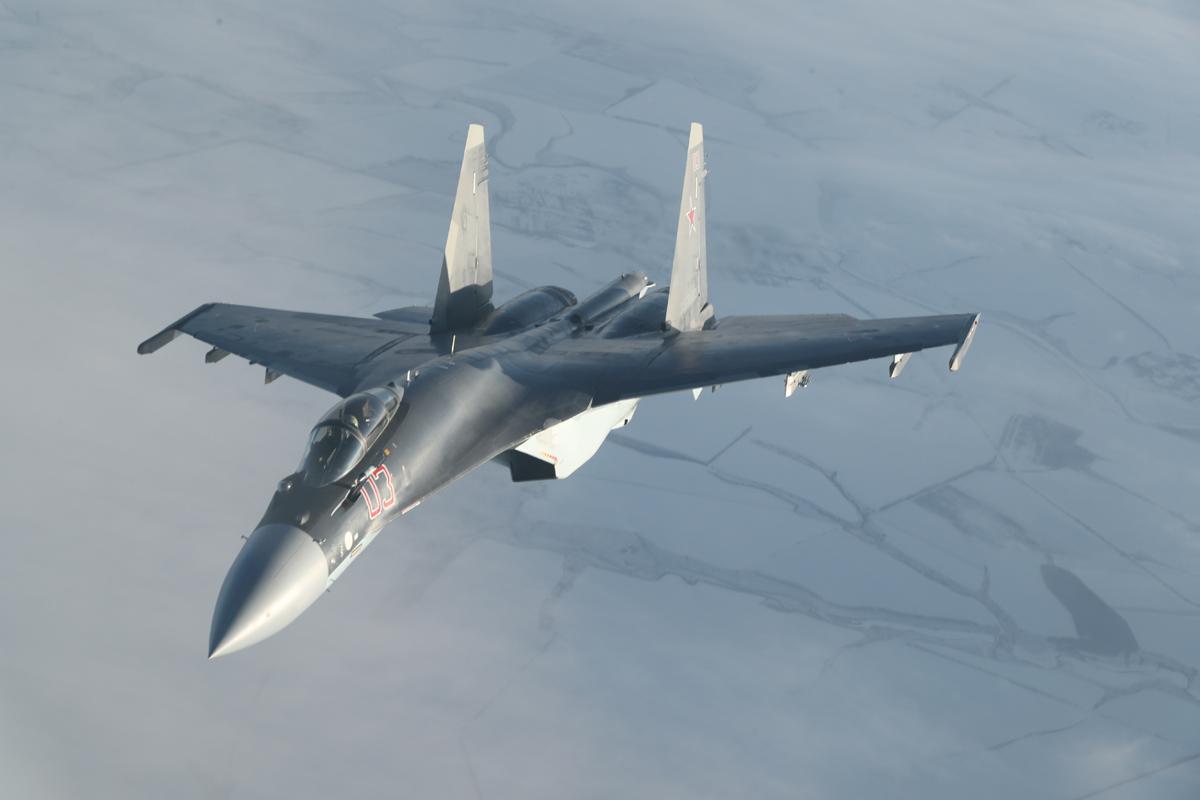
در ارتفاع سوخت‌گیری هوایی

قرارداد هند و روسیه به این صورت بود که سوخو-۵۷ را در خلال یک پروژهٔ مشترک بسازند. هند نسبت به خرید جنگندهٔ سوخو-۵۷ بی‌میلی نشان داده و از ویژگی‌های این جنگنده راضی نیست؛ مشکلات موتوری و هزینه‌های بالای این جنگنده موجب شده که هند پروژه مشترک خود با روسیه برای تولید سوخو-۵۷ در هندوستان را متوقف کند. همچنین از میزان رادارگریزی جنگنده سوخو-۵۷ رضایت نداشته‌اند و به گفتهٔ خود، نااُمید شدند. هند در آوریل ۲۰۱۸ رسماً از پروژه مشترک خود با روسیه برای تولید سوخو-۵۷ هندی کناره‌گیری کرد.
- مصر

در ماه مارس ۲۰۱۹، مصر اعلام کرد که قرارداد سال ۲۰۱۸ با روسیه بر سر خرید بیش از ۲۴ جنگنده سوخو-۳۵ به ارزش ۲ میلیارد دلار تکمیل شده است. در ماه ژوئیه ۲۰۱۹، مایک پومپئو، وزیر سابق امور خارجه ایالات متحده آمریکا به مصر هشدار داد که خریدن چنین سامانهٔ پیشرفته‌ای موجب خواهد شد که آمریکا برپایهٔ قانون مقابله با دشمنان آمریکا از طریق تحریم‌ها، مصر را تحریم کند. در نوامبر ۲۰۱۹، آمریکا دوباره به مصر دربارهٔ خرید سوخو-۳۵ هشدار داد و نهایی شدن این معامله را برابر با تحریم مصر دانست.

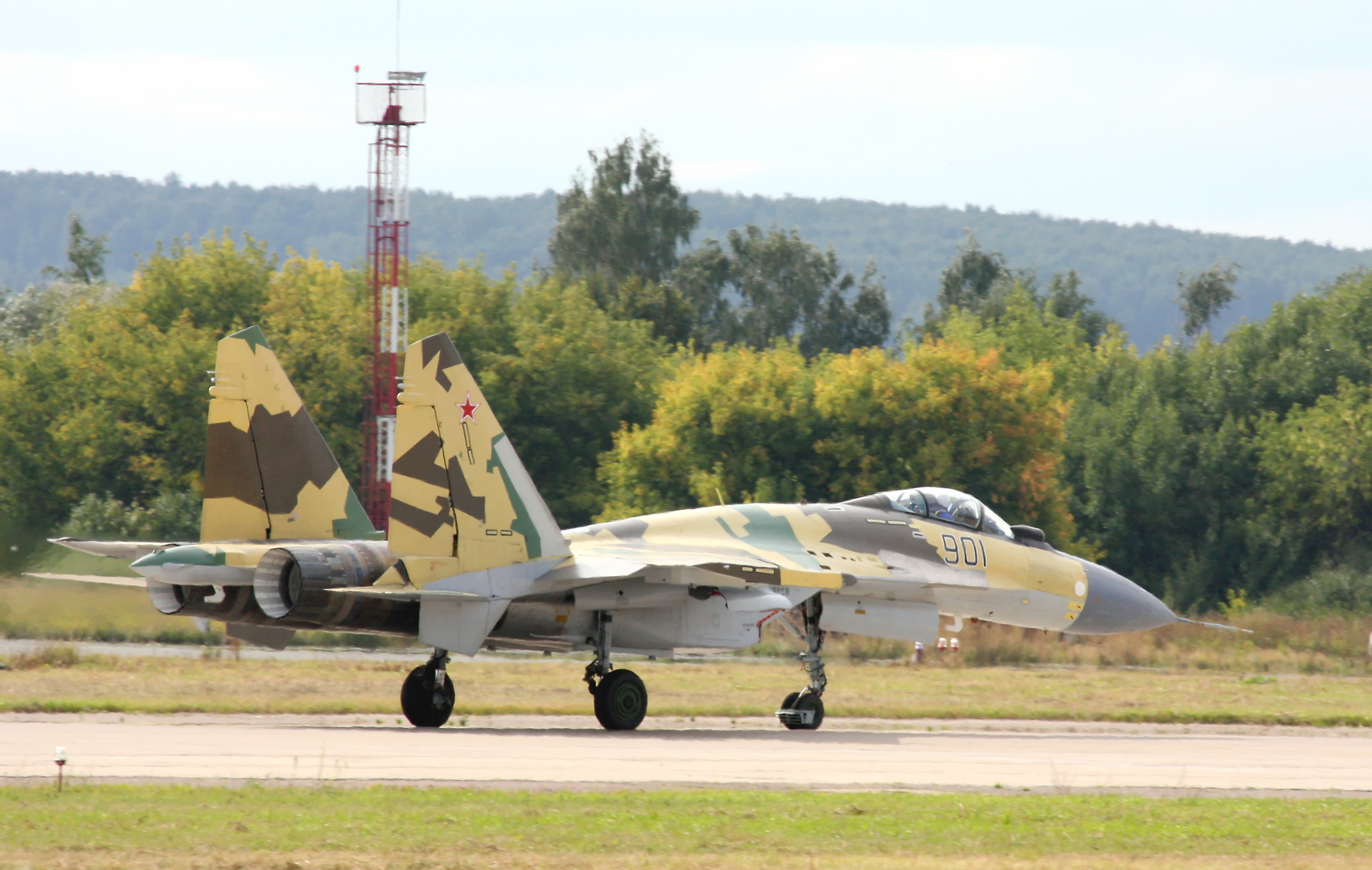
سوخو-۳۵

از ۱۹ می ۲۰۲۰، روسیه تولید سوخو-۳۵ برای مصر را آغاز کرد و اولین ۵ جنگنده تولیدی از کمسومولسک در ۲۸ ژوئیه ۲۰۲۰ برخاستند تا ژوئن ۲۰۲۱، ۱۷ فروند برای مصر تولید شد. یک روزنامه مصری به نام آرابو در ۵ ژانویه ۲۰۲۲ گزارش داد که مصر، الجزایر و اندونزی اعلام کردند که سفارش‌های سوخو-۳۵ خود را با روسیه لغو خواهند کرد.در مارس ۲۰۲۲، توافقی با آمریکا برای فروش انواع اف-۱۵ ای به نیروی هوایی مصر اعلام شد که تأیید می‌کند، مصر قرارداد سوخو-۳۵ را رها یا لغو کرده است و جنگنده‌هایی که در اصل برای مصر تولید شده‌اند به جای آن به ایران تحویل داده می‌شوند و برای جنگنده‌های اف-۱۵ ای نیز پس از تعیین قیمت و تاریخ تحویل، یک قرارداد باید نهایی شود. مصر نیز به‌جای سوخو-۳۵ها، ۳۰ فروند رافال سفارش داد.
- ترکیه

پس از اینکه ترکیه با خریدن سامانه پدافند هوایی روسی اس-۴۰۰ از سوی ایالات متحده آمریکا مورد انتقاد قرار گرفت و از حق داشتن اف-۳۵ محروم شد، روسیه پیشنهاد فروش سوخو-۳۵ را به این کشور ارائه کرد. «سِرگِی چیمیزوف» مدیرعامل شرکت روسی روستخ در سال ۲۰۱۹ گفت: «درصورتی که همکاران ترکیه‌ای ما تمایلی برای خریدن سوخو-۳۵ داشته باشند، روسیه آمادگی خود را برای تحویل این جنگنده‌ها به ترکیه اعلام می‌کند.»

### سایر کشورها
قزاقستان، کره شمالی، پاکستان و سودان نیز به این هواپیما علاقه‌مند هستند ولی روسیه به دلیل تحریم‌های آمریکا، از فروش سوخو-۳۵ به برخی از این کشورها خودداری کرده است.

### قراردادهای لغو شده

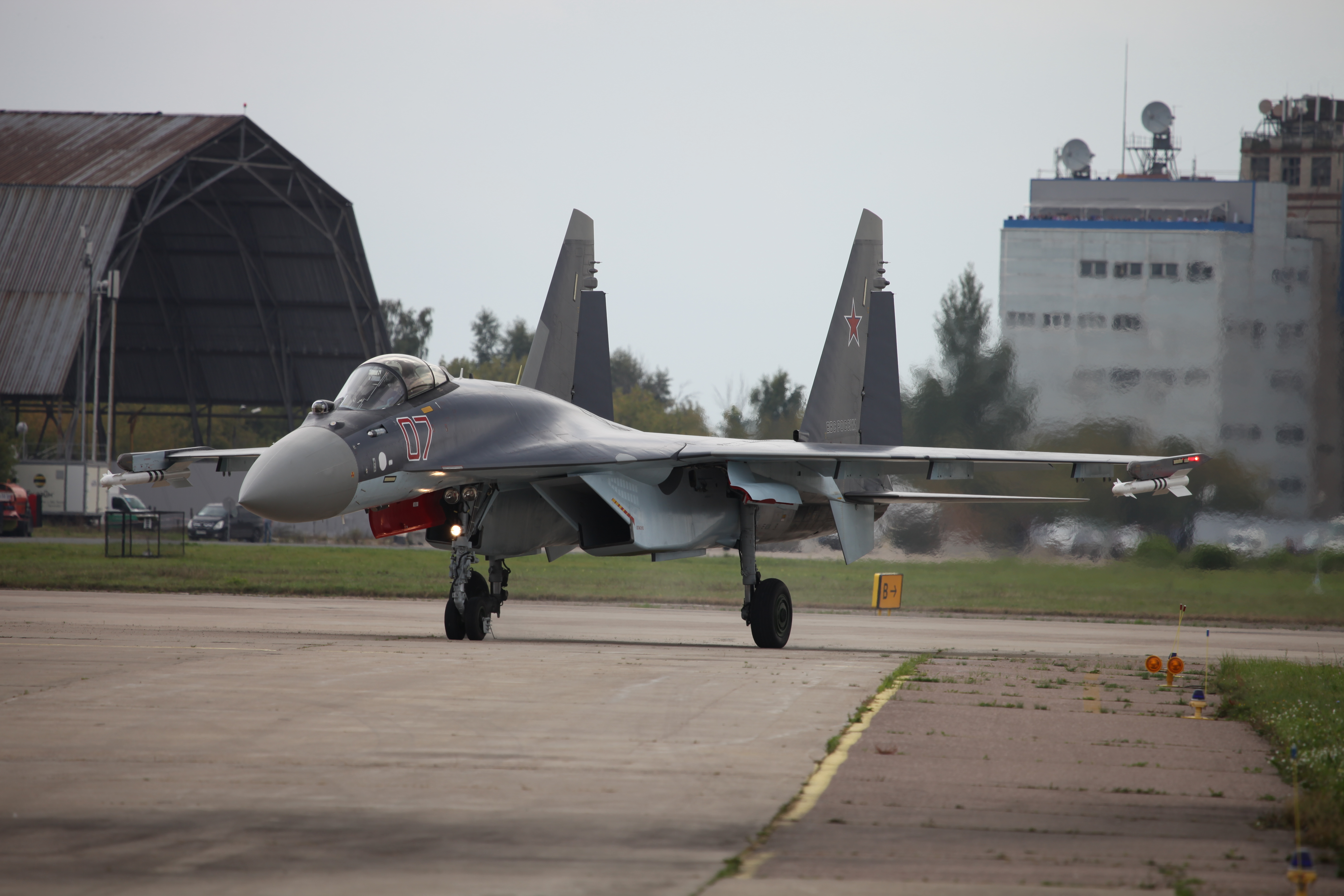
سوخو-۳۵اس در نمایشگاه ماکس سال ۲۰۱۳

- برزیل

در دهه ۹۰ میلادی، برزیل به دنبال خریدن جنگنده سوخو-۲۷-ام از روسیه بود تا با این روش بتواند جنگنده‌های کهنسال داسو میراژ ۳ خود را جایگزین و بازنشسته کند. در سال ۲۰۰۱ پس از مقایسه سوخو-۲۷-ام با «میراژ ۲۰۰۰ بی. آر» که مدل پیشرفتهٔ داسو میراژ-۲۰۰۰ است، سوخو را برگزید. اگر این معامله انجام می‌شد، سوخو-۲۷ نخستین جنگندهٔ سنگین آمریکای جنوبی لقب می‌گرفت. گرچه با اینکه برزیل سوخو-۲۷-ام را به میراژ ۲۰۰۰ ترجیح داد، ولی این قرارداد به دلیل برخی از مسائلی که دولت برزیل آن را «مشکلات سیاسی داخلی» نامید، تا سال ۲۰۰۳ به تعویق افتاد و در سال ۲۰۰۵ قرارداد به‌طور رسمی باطل شد. برزیل دوباره در سال ۲۰۰۷ تصمیم به بازنشسته کردن هواپیماهای فرسودهٔ AMX International، نورثروپ اف-۵ و داسو میراژ ۳ کرد. گزینه‌های نیروی هوایی برزیل شامل نمونه‌های بروزرسانی شده و پیشرفته‌ای از جنگنده‌های اف-۱۸ اف سوپر هورنت، اف-۱۶ بی. آر، ساب گریپن ان. جی، داسو رافال، یوروفایتر تایفون و مدل نوین سوخو-۳۵ بود. باوجود اینکه برزیل در سال ۲۰۰۸ میلادی، سوخو-۳۵ را از لیست خرید خود خط زد، روسیه پیشنهاد فروش ۱۲۰ جنگنده به‌همراه انتقال کامل فناوری از روسیه به برزیل را به این کشور داد. همچنین برزیل را به مشارکت در پروژه سوخو-۵۷ دعوت کرد. در دسامبر ۲۰۱۳، برزیل جنگنده سبک و ارزان ساب گریپن ان. جی را به دلیل هزینه‌های پایین نگهداری و همچنین انتقال فناوری از سوئد به برزیل، به‌عنوان گزینهٔ خود معرفی کرد.
- کره جنوبی

در سال ۱۹۹۶، کره جنوبی پروژه‌ای را با نام اف. ایکس راه‌اندازی کرد و به‌دنبال دستیابی به یک هواپیمای جنگندهٔ تازه بود تا هواپیماهای کهنسال اف ۴ فانتوم و اف ۵ تایگر خود را بازنشسته کند؛ بنابراین گزینه‌های داسو رافال، اف-۱۵-K، یوروفایتر تایفون و سوخو-۲۷-ام بر روی میز نیروی هوایی کره جنوبی جای گرفتند. شرکت سوخو، ویژگی‌هایی همانند نازل جهت‌دهی رانش برای موتورها، رادار آرایهٔ فازی و همچنین انتقال فناوری از روسیه به کره جنوبی به‌علاوهٔ راه‌اندازی خط تولید سوخو-۲۷-ام در کره جنوبی را پیشنهاد کرد. گرچه سوخو-۲۷-ام در همان مراحل آغازین رقابت، حذف شد و نیروی هوایی کرهٔ جنوبی جنگندهٔ اف-۱۵-K را انتخاب کرد.
- ونزوئلا

ونزوئلا یکی از آن کشورها بود که به تعداد زیادی سوخو نیاز داشت. در سال ۲۰۰۶ هوگو چاوز تعداد ۲۴ سوخو-۳۰ ام.کی. ۲ سفارش داد تا هواپیماهای زمینگیر اف-۱۶ خود را کنار بگذارد. اف-۱۶های ونزوئلا به دلیل تحریمهای آمریکا، بدون قطعه باقی مانده بودند و سوخو-۳۰ بهترین گزینه برای جایگزینی آنها بشمار می‌رفت. هواپیماهای سوخو-۳۰ از سال ۲۰۰۶ تا ۲۰۰۸ به نیروی هوایی ونزوئلا تحویل داده شدند. دولت ونزوئلا به سوخو-۳۵ علاقه نشان داد. ولی درحالی که انتظار می‌رفت ونزوئلا سوخو-۳۵ را سفارش دهد، این کشور در سال ۲۰۱۶ سوخو-۳۰ را به آن ترجیح داد سفارشی دوباره به روسیه برای خرید سوخو-۳۰ ارائه کرد.
- لیبی

لیبی نیز یکی دیگر از مشتریان سوخو-۳۵-اس بود و تعداد ۱۲ تا ۱۵ فروند سفارش داده بود؛ ولی با آغاز جنگ داخلی لیبی و مداخله نظامی در لیبی این گفتگوها قطع شدند.

## گونه‌ها

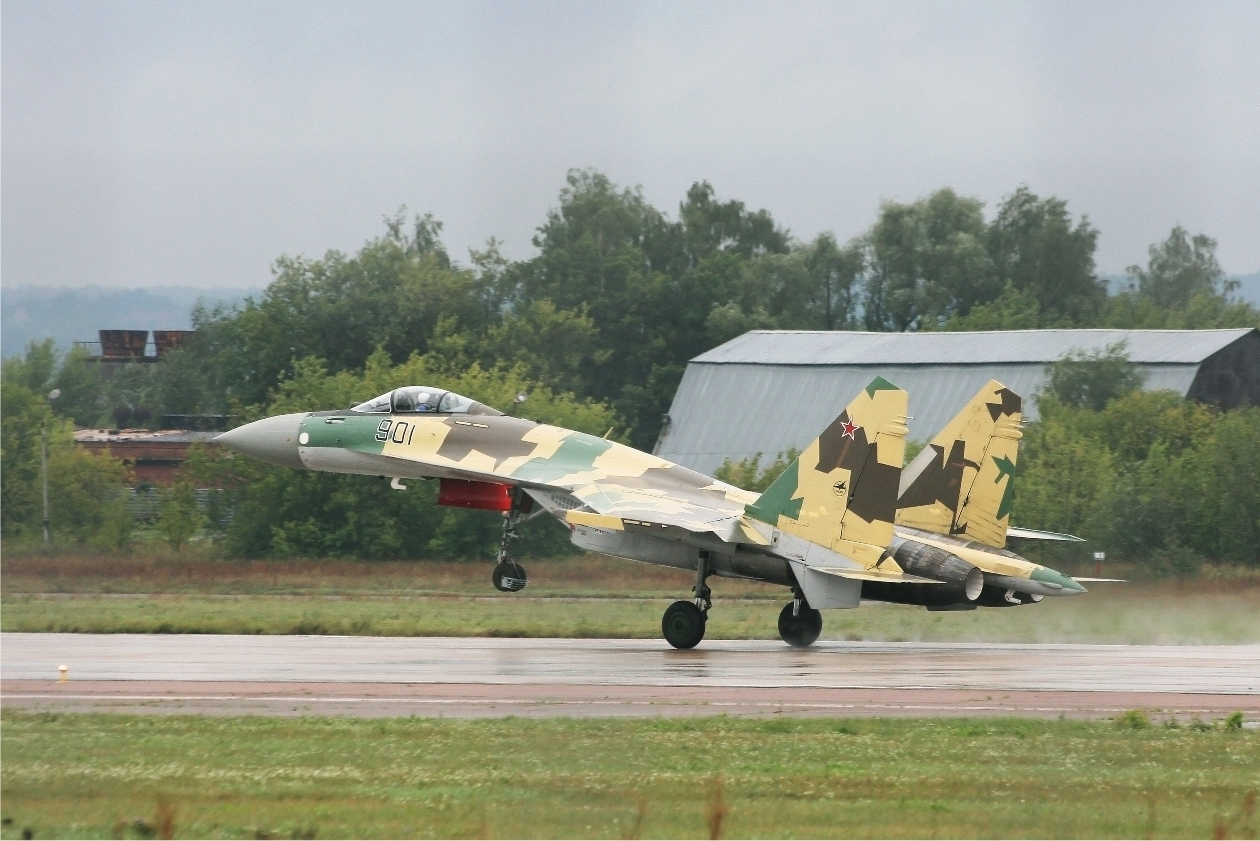
پیش‌نمونه

### سوخو-۲۷ام
مدل سوخو-۲۷ام یک پروژهٔ آزمایشی برای بروزرسانی سوخو-۲۷ به یک جنگندهٔ نوین و برتر بود. حرف M در این پروژه بیانگر واژهٔ (به روسی: Modernizerovany) به معنی «نوین‌شده» است. این نمونه با بدنه‌ای با خمیدگی بیشتر در بخش میانی و دماغه، افزودن پیش‌بال، افزایش طول دم‌های عمودی، توانایی سوخت‌گیری هوایی، تبدیل ارابهٔ فرود جلو از تک‌چرخی به دوچرخی، به‌کارگیری موتور بهینه‌تری با نام AL-31FM ارائه شده بود. درمجموع تنها ۱۴ فروند از سوخو-۲۷-ام ساخته شده است که شامل (۲ فروند پیش‌نمونه، ۹ فروند آزمایشی و ۳ فروند محصول نهایی) بوده است و این پروژه تا پیش از سال ۱۹۹۵ به پایان رسید. این هواپیما هرگز به تولید انبوه نرسیده است.

### سوخو-۳۷

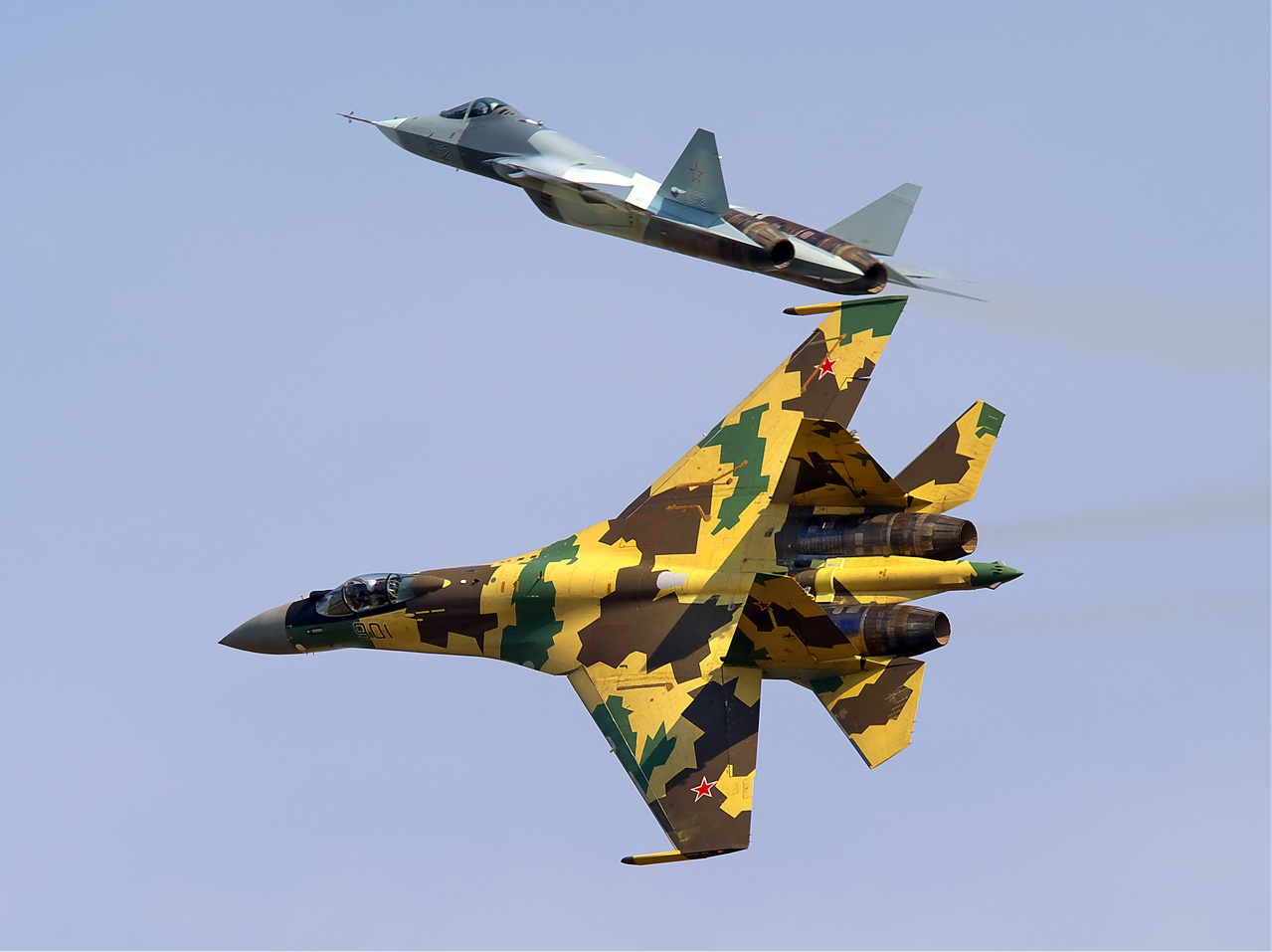
سوخو-۳۵بی‌ام (جلو) و سوخو-۵۷ (پشت)

سوخو-۳۷ یک هواپیمای آزمایشی برای «نمایش فناوری» بوده که با کد T10M11 معرفی شد. عدد ۱۱ به معنای این است که ۱۱ بروزرسانی نسبت به سوخو-۲۷-ام بر روی این هواپیما انجام شده است. این تغییرات شامل افزودن هدایت پرواز برقی، رادار N011M، کابین شیشه‌ای خلبان، موتور AL-31FP با فناوری جهت‌دهی رانش و دیگر بخشهای الکترونیکی بود. گرچه موتور نامبرده دارای مشکلاتی بوده و در ادامهٔ این پروژه، موتور معمولی AL-31F بر روی آن نصب شده است که خود دارای مشکلات زیاد و دوام پایین است.

### سوخو-۳۵یوبی
سوخو-۳۵یوبی نیز یک نمونه مشابه سوخو-۲۷-ام بوده است. با این تفاوت که دوسرنشین بوده و برای آموزش استفاده می‌شود. با اینکه مدل یوبی یک هواپیمای آموزشی دوسرنشین است ولی به‌خوبی توانایی رزم را دارد.

### سوخو-۳۵بی‌ام
سوخو-۳۵بی‌ام بی‌ام یک هواپیمای تک‌سرنشین است که بر پایهٔ سوخو-۲۷ام ساخته شده است. بی‌ام سرواژهٔ (به روسی: Bolshaya Modernizatsiya) به معنی «نوین‌سازی گسترده» است. تغییرات بسیار گسترده‌ای در این نسخه رخ داده‌اند که شامل حذف پیش‌بالها و جایگزینی آن با فناوری الکترونیکی، افزودن رادار نیرومند ام۰۳۵ ایربیس-ای، طراحی دوبارهٔ کابین خلبان، افزودن ترمز هوایی، افزودن موتور نیرومند AL-41F1S، و توانایی پرواز ابرپیمایشی است. شرکت سوخو این محصول را برای آزمایش بروزرسانی کرده است و در خط تولید قرار نداده است.

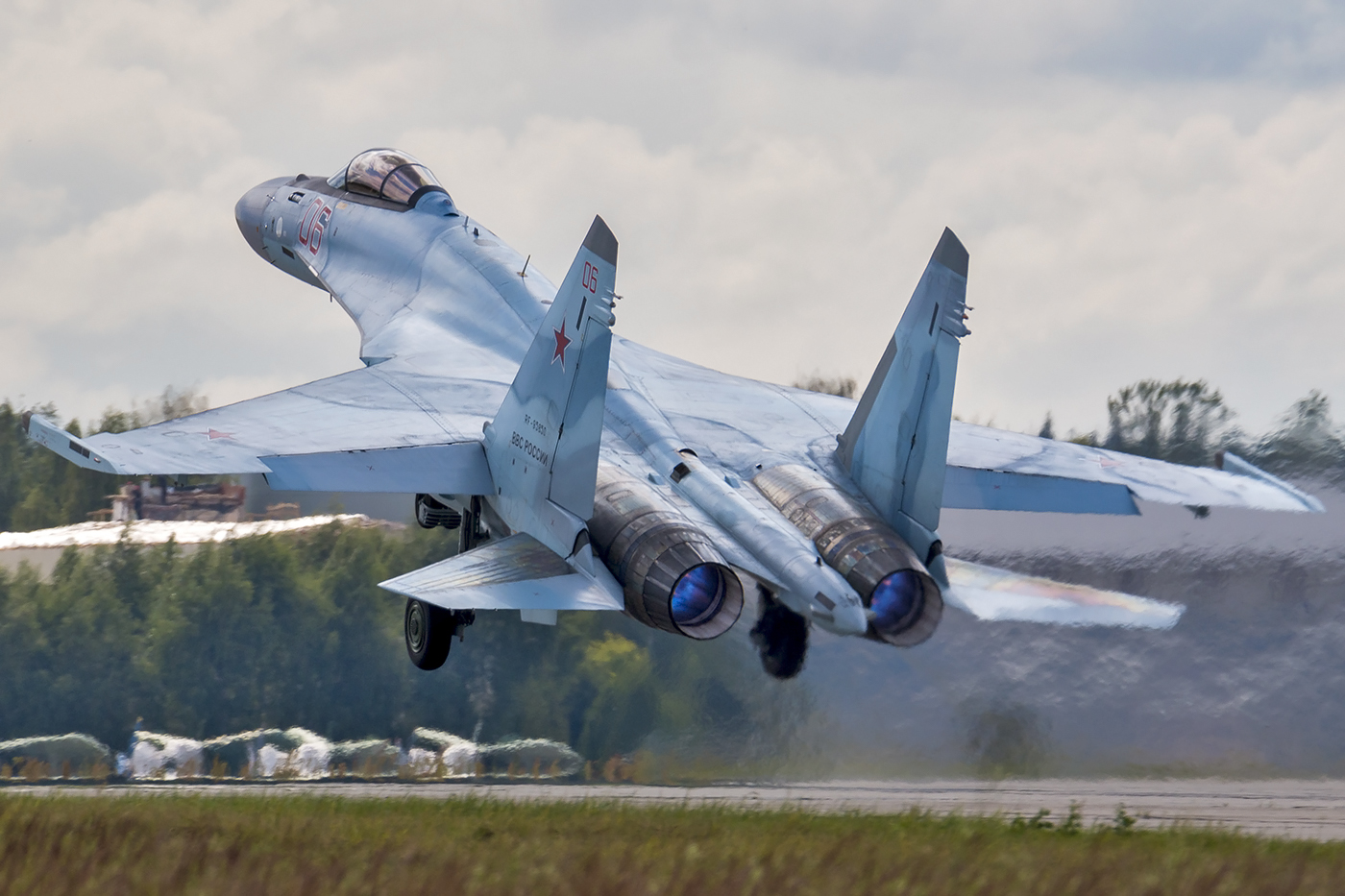
سوخو-۳۵اس درحال بلندشدن از باند

### سوخو-۳۵اس
مدل اس به‌عنوان محصول نهایی از ارتقای Su-35BM درنظر گرفته شد و با نام مدل استاندارد رزمی به نیروی هوایی روسیه تحویل داده شد. روسیه ۸۸ فروند سوخو-۳۵-اس در ناوگان دارد. بنا به گزارش وبسایتهای خارجی، حرف S معرف واژه روسی Stroyevoy به معنی «پیکارگر» است.

## کاربران
- روسیه: تا پایان سال ۲۰۲۱، تعداد ۱۰۳ فروند مدل اس در ناوگان دارد.[۱۱۷][۱۱۸][۱۱۹] روسیه ۳۰ فروند دیگر نیز سفارش داده تا ناوگان خود را به ۱۳۸ فروند برساند.[۱۲۰][۱۲۱]
- چین: ۲۴ فروند مدل اس‌ای در ناوگان دارد.[۱۲۲]

## مشخصات
داده‌ها از KnAAPO, Jane's All The World's Aircraft 2013
ویژگی‌های عمومی
- خدمه: ۱
- طول: ۲۱٫۹ متر (۷۱ فوت ۱۰ اینچ)
- پهنای بال: ۱۵٫۳ متر (۵۰ فوت ۲ اینچ)
- ارتفاع: ۵٫۹ متر (۱۹ فوت ۴ اینچ)
- مساحت بال‌ها: ۶۲ متر مربع (۶۷۰ فوت مربع)
- ایرفویل: ۵٪
- وزن خالی: ۱۹٬۰۰۰ کیلوگرم (۴۱٬۸۸۸ پوند) [۱۲۶]
- وزن ناخالص: ۲۵٬۳۰۰ کیلوگرم (۵۵٬۷۷۷ پوند) با ۵۰درصد سوخت داخل باک
- بیشترین وزن برخاست: ۳۴٬۵۰۰ کیلوگرم (۷۶٬۰۵۹ پوند)
- ظرفیت سوخت: ۱۱٬۵۰۰ کیلوگرم (۲۵٬۴۰۰ پوند) باک داخلی
- پیشرانه: ۲ عدد موتور ۱۱۷s توربوفن با توان ۸۶ کیلو نیوتون خشک - ۱۳۷KN با پس سوز و ۱۴۲KN در حالت اضطراری ساترن ای‌ال-۳۱

عملکرد
- حداکثر سرعت: ۲٬۴۰۰ کیلومتر بر ساعت (۱٬۵۰۰ مایل بر ساعت، ۱٬۳۰۰ گره) / ۲٫۲۵ ماخ در ارتفاع بالا

۱٬۴۰۰ کیلومتر بر ساعت (۸۷۰ مایل بر ساعت؛ ۷۶۰ گره) / ۱٫۱۳ ماخ در ارتفاع دریا
- سرعت کروز: ۱٬۲۵۰ کیلومتر بر ساعت (۷۸۰ مایل بر ساعت، ۶۷۰ گره) /۱٫۱ ماخ (زبرصوت) در ارتفاع متوسط[۱۲۷]
- بُرد: ۳٬۶۰۰ کیلومتر (۲٬۲۰۰ مایل، ۱٬۹۰۰ مایل دریایی) در ارتفاع بالا

۱٬۵۸۰ کیلومتر (۹۸۲ مایل) در ارتفاع دریا
- بُرد رزمی: ۱٬۶۰۰ کیلومتر (۹۹۰ مایل، ۸۶۰ مایل دریایی) تقریبی[۱۲۸]با دو باک سوخت خارجی (اضافه)
- حداکثر ارتفاع: ۱۸٬۰۰۰ متر (۵۹٬۰۰۰ فوت)
- بارگیری بال: ۴۰۸ کیلوگرم بر متر مربع (۸۴ پوند بر فوت مربع) با ۵۰درصد سوخت

۵۰۰٫۸ کیلوگرم بر متر مربع (۱۰۲٫۶ پوند بر فوت مربع) با سوخت داخلی کاملاً پُر

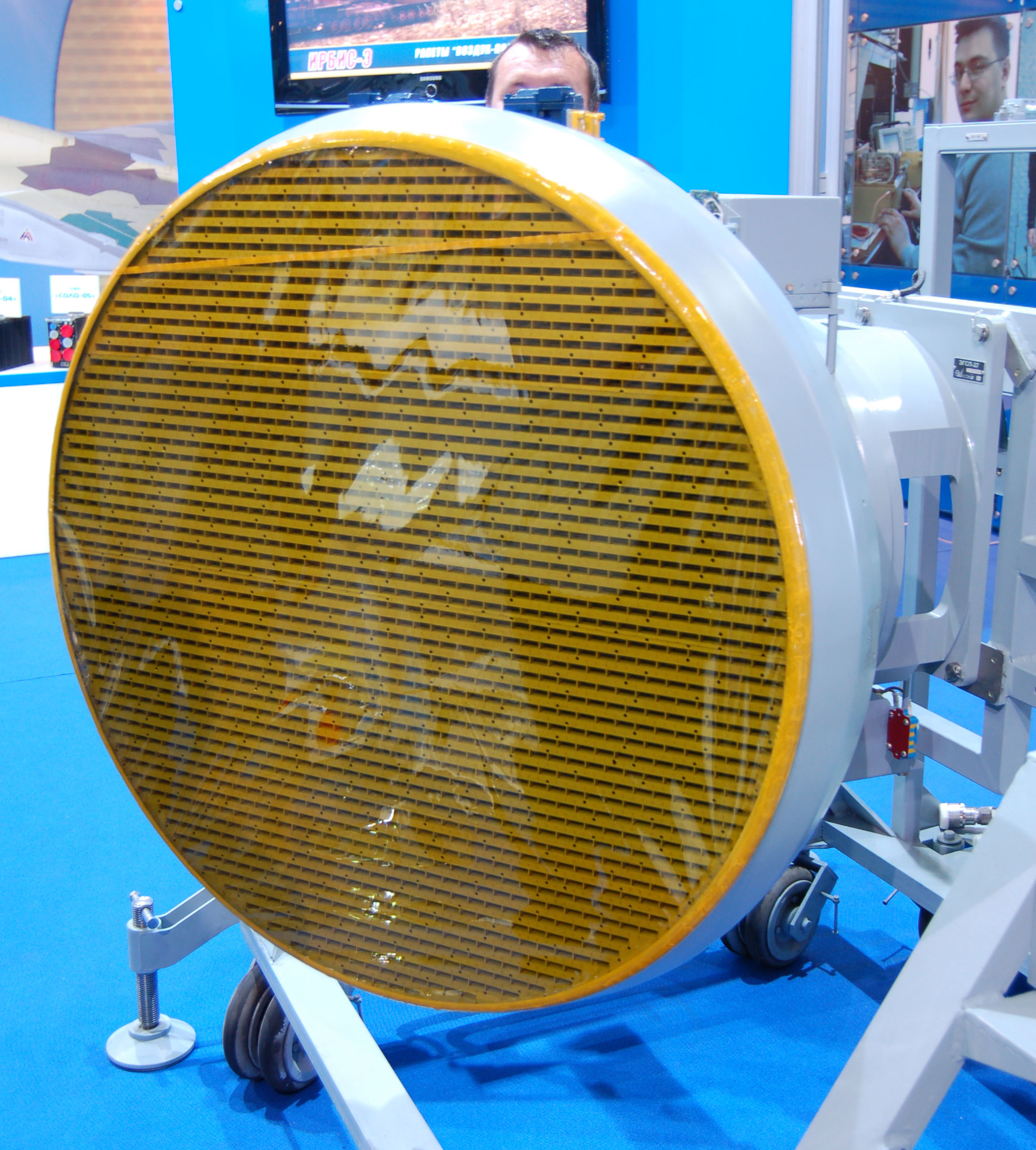
رادار ایربیس-ای

- نیرو/وزن: ۱٫۱۳ با ۵۰ درصد سوخت

۰٫۹۲ با سوخت داخلی کاملاً پُر